# Deilephila suellus
Deilephila suellus is een vlinder uit de familie van de pijlstaarten (Sphingidae). De wetenschappelijke naam werd gepubliceerd in 1878 door Otto Staudinger.